# آیدکس
آیدکس (انگلیسی: Idexx) شرکت مراقبت سلامت آمریکایی است، که در سال ۱۹۸۳ تأسیس شد.